# Alexej Lissitsa

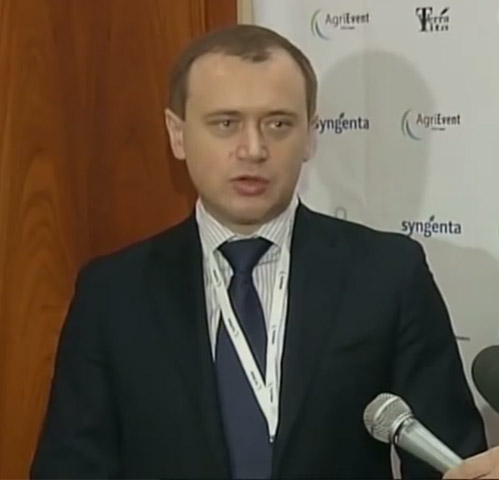
Alexej Lissitsa, 2014

Oleksij Mykolajowytsch „Aleks“ Lyssyzja (ukrainisch Олексій Миколайович „Алекс“ Лисиця; * 23. April 1974), auch bekannt als Alexej Lissitsa, ist ein ukrainischer Agrarökonom.

## Leben
Alexej Lissitsa arbeitet als Geschäftsführer des Agrarunternehmens IMC in der Ukraine.

## Publikationen
- mit Martin Odening: Effizienz und totale Faktorproduktivität in der ukrainischen Landwirtschaft im Transformationsprozess. Wirtschafts- und Sozialwissenschaftliche Fachgebiete der Landwirtschaftlich-Gärtnerischen Fakultät der Humboldt-Universität zu Berlin, Berlin 2001.
- mit Henriette Stange: Russischer Agrarsektor im Aufschwung? Eine Analyse der technischen und Skaleneffizienz der Agrarunternehmen. IAMO Institut für Agrarentwicklung in Mittel- und Osteuropa, Halle (Saale) 2003.
- mit Martin Petrick, Alfons Balmann: Beiträge des Doktorandenworkshops zur Agrarentwicklung in Mittel- und Osteuropa 2003. IAMO Institut für Agrarentwicklung in Mittel- und Osteuropa, Halle (Saale) 2003.
- mit Andrea Rothe: Der ostdeutsche Agrarsektor im Transformationsprozess. Ausgangssituation, Entwicklung und Problembereiche. IAMO Institut für Agrarentwicklung in Mittel- und Osteuropa, Halle (Saale) 2005.
- mit Andrea Rothe: Zur Wettbewerbsfähigkeit der ostdeutschen Landwirtschaft, Eine Effizienzanalyse landwirtschaftlicher Unternehmen Sachsen-Anhalts und der Tschechischen Republik. IAMO Institut für Agrarentwicklung in Mittel- und Osteuropa, Halle (Saale) 2005.
- mit Christian Einex, Sergiy Parkhomenko: Getreideproduktion in der Ukraine, Eine komparative Analyse von Produktionskosten. IAMO Institut für Agrarentwicklung in Mittel- und Osteuropa, Halle (Saale) 2005.

- Meine wilde Nation. Die Ukraine auf dem Weg in die Freiheit. 2024 C.H.BECK. ISBN 978-3-406-81409-9